# Trường đua Jose Carlos Pace
Trường đua Jose Carlos Pace (tiếng Bồ Đào Nha Autódromo José Carlos Pace), còn gọi là Trường đua Interlagos, là một trường đua xe chuyên dụng nằm ở thành phố Sao Paolo, Brasil. Trường đua đang đăng cai chặng đua GP Brasil của giải đua xe Công thức 1 vô địch thế giới.

## Lịch sử
Trường đua được khởi công vào năm 1938 và khánh thánh vào năm 1940 với tên gọi ban đầu là Trường đua Interlagos (Autódromo de Interlagos), chiều dài ban đầu của trường đua là hơn 7,9km.
Từ năm 1972, trường đua tổ chức giải đua GP Brasil. Một năm sau (1973) thì giải đua này được sáp nhập và trở thành một chặng đua của giải đua xe Công thức 1 vô địch thế giới. 
Năm 1978, trường đua phải cải tạo nên không đăng cai chặng đua này. Sau khi cải tạo thì chiều dài của đường đua rút ngắn xuống còn 4.3km, hình dạng cơ bản giống như bây giờ.
Năm 1978-1980 trường đua trở lại lịch thi đấu F1 sau đó bị mất quyền đăng cai cho trường đua Jacarepagua.
Năm 1985, trường đua được đổi tên thành Jose Carlos Pace để tưởng nhớ tay đua người Brasil Jose Carlos Pace, người đã tử nạn trong một vụ tai nạn máy bay hồi năm 1977.
Năm 1992, trường đua có lần đầu tiên và duy nhất đăng cai chặng đua MotoGP.
Từ năm 1990 đến nay thì trường đua giành lại được quyền đăng cai chặng đua công thức 1 (trừ 2020 do ảnh hưởng của đại dịch COVID-19).

## Các kỷ lục vòng chạy
Dưới đây là các kỷ lục vòng chạy nhanh nhất của các giải đua được tổ chức ở trường đua José Carlos Pace:
| Giải đua                                | Thời gian                               | Tay đua                                 | Xe                                      | Sự kiện                                 |
| Kiểu đường hiện tại 4.309 km (2000–nay) | Kiểu đường hiện tại 4.309 km (2000–nay) | Kiểu đường hiện tại 4.309 km (2000–nay) | Kiểu đường hiện tại 4.309 km (2000–nay) | Kiểu đường hiện tại 4.309 km (2000–nay) |
| --------------------------------------- | --------------------------------------- | --------------------------------------- | --------------------------------------- | --------------------------------------- |
| Formula One                             | 1:10.540                                | Valtteri Bottas                         | Mercedes AMG F1 W09 EQ Power+           | 2018 Brazilian Grand Prix               |
| LMP1                                    | 1:18.367                                | Andre Lotterer                          | Audi R18 e-tron quattro                 | 2014 6 Hours of São Paulo               |
| LMP2                                    | 1:23.449                                | Juan Barazi                             | Zytek 07S                               | 2007 Mil Milhas Brasil                  |
| F3000                                   | 1:27.323                                | Sébastien Bourdais                      | Lola B02/50                             | 2002 Interlagos F3000 round             |
| Formula Three                           | 1:28.129                                | Matheus Iorio                           | Cesario F3                              | 2016/12/10                              |
| LM GTE                                  | 1:30.101                                | Patrick Pilet                           | Porsche 911 RSR                         | 2014 6 Hours of São Paulo               |
| GT1                                     | 1:32.060                                | Enrique Bernoldi                        | Maserati MC12 GT1                       | 2010 FIA GT1 Interlagos round           |
| Formula Renault                         | 1:35.109                                | Nelson Merlo                            | Bassani Racing                          | 2005/11/6                               |
| SuperBike Brasil                        | 1:36.691                                | Eric Granado                            | Honda Racing                            | 2017/03/4                               |
| Stock Car Brasil V8                     | 1:37.672                                | Allam Khodair                           | Blau Full Time                          | 2010/3/27                               |
| Maserati Trofeo                         | 1:47.655                                | Guto Negrão                             | Medley                                  | 2006/3/25                               |
| Fórmula Truck                           | 2:00.542                                | Felipe Giaffone                         | RM Competições Volkswagen               | 2011/7/2                                |
| Kiểu đường 4.292 km (1996–1999)         |                                         |                                         |                                         |                                         |
| Formula One                             | 1:18.397                                | Jacques Villeneuve                      | Williams FW19                           | 1997 Brazilian Grand Prix               |
| ITC                                     | 1:35.014                                | Alessandro Nannini                      | Alfa Romeo 155 V6 TI                    | 1996 ITC Interlagos round               |
| Kiểu đường 4.325 km (1990–1996)         |                                         |                                         |                                         |                                         |
| Formula One                             | 1:18.455                                | Michael Schumacher                      | Benetton B194                           | 1994 Brazilian Grand Prix               |
| 500cc                                   | 1:42.872                                | Wayne Rainey                            | Yamaha YZR500                           | 1992 Brazilian motorcycle Grand Prix    |
| 250cc                                   | 1:44.478                                | Loris Reggiani                          | Aprilia RSV 250                         | 1992 Brazilian motorcycle Grand Prix    |
| 125cc                                   | 1:50.262                                | Dirk Raudies                            | Honda RS125R                            | 1992 Brazilian motorcycle Grand Prix    |
| Kiểu đường 7.873 km (1979–1989)         |                                         |                                         |                                         |                                         |
| Formula One                             | 2:27.31                                 | René Arnoux                             | Renault RE20                            | 1980 Brazilian Grand Prix               |
| Kiểu đường 7.960 km (1940–1978)         |                                         |                                         |                                         |                                         |
| Formula One                             | 2:34.16                                 | Jean-Pierre Jarier                      | Shadow DN5                              | 1975 Brazilian Grand Prix               |